# Удике
Удике (лат. Viburnum) представљају биљни род из породице Adoxaceae. Врсте које спадају у овај род су углавном зимзелене уз неколико листопадних жбунова. Највише их има на северној Земљиној хемисфери, мада се могу наћи у Јужној Америци, југоисточној Азији и Атласким планинама.

## Врсте
1. Viburnum acerifolium L.
2. Viburnum acutifolium Benth.
3. Viburnum alabamense (McAtee) Sorrie
4. Viburnum albopedunculatum Gilli
5. Viburnum alpinum Macfad.
6. Viburnum amplificatum J.Kern
7. Viburnum amplifolium Rehder
8. Viburnum anabaptista Graebn.
9. Viburnum annamensis Fukuoka
10. Viburnum antioquiense Killip & A.C.Sm.
11. Viburnum arboreum Britton
12. Viburnum atrocyaneum C.B.Clarke
13. Viburnum ayavacense Kunth
14. Viburnum beccarii Gamble
15. Viburnum betulifolium Batalin
16. Viburnum blandum C.V.Morton
17. Viburnum boninsimense (Makino) Koidz. ex Nakai
18. Viburnum brachyandrum Nakai
19. Viburnum brachybotryum Hemsl.
20. Viburnum bracteatum Rehder
21. Viburnum brevitubum (P.S.Hsu) P.S.Hsu
22. Viburnum buddleifolium C.H.Wright
23. Viburnum burejaeticum Regel & Herder
24. Viburnum carlesii Hemsl.
25. Viburnum cassinoides L.
26. Viburnum caudatum Greenm.
27. Viburnum chingii P.S.Hsu
28. Viburnum chinshanense Graebn.
29. Viburnum chunii P.S.Hsu
30. Viburnum ciliatum Greenm.
31. Viburnum cinnamomifolium Rehder
32. Viburnum clemensiae J.Kern
33. Viburnum colebrookeanum Wall. ex DC.
34. Viburnum congestum Rehder
35. Viburnum cordifolium Wall. ex DC.
36. Viburnum coriaceum Blume
37. Viburnum cornifolium Killip & A.C.Sm.
38. Viburnum cornutidens Merr.
39. Viburnum corylifolium Hook.f. & Thomson
40. Viburnum corymbiflorum P.S.Hsu & S.C.Hsu
41. Viburnum corymbosum Urb.
42. Viburnum costaricanum (Oerst.) Hemsl.
43. Viburnum cotinifolium D.Don
44. Viburnum cubense Urb.
45. Viburnum cylindricum Buch.-Ham. ex D.Don
46. Viburnum dalzielii W.W.Sm.
47. Viburnum davidii Franch.
48. Viburnum dentatum L.
49. Viburnum dilatatum Thunb.
50. Viburnum discolor Benth.
51. Viburnum disjunctum C.V.Morton
52. Viburnum divaricatum Benth.
53. Viburnum edule (Michx.) Raf.
54. Viburnum elatum Benth.
55. Viburnum ellipticum Hook.
56. Viburnum erosum Thunb.
57. Viburnum erubescens Wall. ex DC.
58. Viburnum euryphyllum Standl. & Steyerm.
59. Viburnum fansipanense J.M.H.Shaw, Wynn-Jones & V.D.Nguyen
60. Viburnum farreri Stearn
61. Viburnum floccosum Killip & A.C.Sm.
62. Viburnum foetidum Wall.
63. Viburnum fordiae Hance
64. Viburnum formosanum Hayata
65. Viburnum fragile Killip & A.C.Sm.
66. Viburnum furcatum Blume ex Maxim.
67. Viburnum garrettii Craib
68. Viburnum glaberrimum Merr.
69. Viburnum glabratum Kunth
70. Viburnum glomeratum Maxim.
71. Viburnum goudotii Killip & A.C.Sm.
72. Viburnum grandiflorum Wall. ex DC.
73. Viburnum griffithianum C.B.Clarke
74. Viburnum hainanense Merr. & Chun
75. Viburnum hallii (Oerst.) Killip & A.C.Sm.
76. Viburnum hanceanum Maxim.
77. Viburnum hartwegii Benth.
78. Viburnum hayatae I.M.Turner
79. Viburnum hengshanicum Tsiang
80. Viburnum henryi Hemsl.
81. Viburnum hispidulum J.Kern
82. Viburnum hoanglienense J.M.H.Shaw, Wynn-Jones & V.D.Nguyen
83. Viburnum hondurense Standl.
84. Viburnum incarum Graebn.
85. Viburnum jamesonii (Oerst.) Killip & A.C.Sm.
86. Viburnum japonicum (Thunb.) Spreng.
87. Viburnum jelskii Zahlbr.
88. Viburnum jucundum C.V.Morton
89. Viburnum junghuhnii Miq.
90. Viburnum kansuense Batalin
91. Viburnum kerrii Geddes
92. Viburnum koreanum Nakai
93. Viburnum lancifolium P.S.Hsu
94. Viburnum lantana L.
95. Viburnum lantanoides Michx.
96. Viburnum lasiophyllum Benth.
97. Viburnum laterale Rehder
98. Viburnum lautum C.V.Morton
99. Viburnum lehmannii Killip & A.C.Sm.
100. Viburnum leiocarpum P.S.Hsu
101. Viburnum lentago L.
102. Viburnum loeseneri Graebn.
103. Viburnum longipedunculatum (P.S.Hsu) P.S.Hsu
104. Viburnum longiradiatum P.S.Hsu
105. Viburnum lutescens Blume
106. Viburnum luzonicum Rolfe
107. Viburnum macdougallii Matuda
108. Viburnum macrocephalum Fortune
109. Viburnum mathewsii (Oerst.) Killip & A.C.Sm.
110. Viburnum meiothyrsum Diels
111. Viburnum melanocarpum P.S.Hsu
112. Viburnum microcarpum Schltdl. & Cham.
113. Viburnum microphyllum (Oerst.) Hemsl.
114. Viburnum molinae Lundell
115. Viburnum molle Michx.
116. Viburnum mongolicum (Pall.) Rehder
117. Viburnum mortonianum Standl. & Steyerm.
118. Viburnum mullaha Buch.-Ham. ex D.Don
119. Viburnum nervosum D.Don
120. Viburnum nudum L.
121. Viburnum obovatum Walter
122. Viburnum obtusatum D.N.Gibson
123. Viburnum odoratissimum Ker Gawl.
124. Viburnum oliganthum Batalin
125. Viburnum omeiense P.S.Hsu
126. Viburnum opulus L.
127. Viburnum orientale Pall.
128. Viburnum parvifolium Hayata
129. Viburnum phlebotrichum Siebold & Zucc.
130. Viburnum pichinchense Benth.
131. Viburnum platyphyllum Merr.
132. Viburnum plicatum Thunb.
133. Viburnum propinquum Hemsl.
134. Viburnum prunifolium L.
135. Viburnum punctatum Buch.-Ham. ex D.Don
136. Viburnum pyramidatum Rehder
137. Viburnum queremalense Cuatrec.
138. Viburnum rafinesqueanum Schult.
139. Viburnum recognitum Fernald
140. Viburnum reticulatum (Oerst.) Killip
141. Viburnum rhytidophyllum Hemsl.
142. Viburnum rufidulum Raf.
143. Viburnum rugosum Pers.
144. Viburnum sambucinum Reinw. ex Blume
145. Viburnum sargentii Koehne
146. Viburnum schensianum Maxim.
147. Viburnum seemenii Graebn.
148. Viburnum sempervirens K.Koch
149. Viburnum setigerum Hance
150. Viburnum shweliense W.W.Sm.
151. Viburnum sieboldii Miq.
152. Viburnum simonsii Hook.f. & Thomson
153. Viburnum sphaerocarpum Y.C.Liu & C.H.Ou
154. Viburnum spruceanum Rusby
155. Viburnum squamulosum P.S.Hsu
156. Viburnum stellatotomentosum (Oerst.) Hemsl.
157. Viburnum stenocalyx (Oerst.) Hemsl.
158. Viburnum subalpinum Hand.-Mazz.
159. Viburnum subpubescens Lundell
160. Viburnum subsessile Killip & A.C.Sm.
161. Viburnum sulcatum (Oerst.) Hemsl.
162. Viburnum suratense Killip & A.C.Sm.
163. Viburnum suspensum Lindl.
164. Viburnum sympodiale Graebn.
165. Viburnum taitoense Hayata
166. Viburnum tashiroi Nakai
167. Viburnum tengyuehense (W.W.Sm.) P.S.Hsu
168. Viburnum ternatum Rehder
169. Viburnum tiliifolium (Oerst.) Hemsl.
170. Viburnum tinoides L.f.
171. Viburnum tinus L.
172. Viburnum toronis Killip & A.C.Sm.
173. Viburnum trabeculosum C.Y.Wu
174. Viburnum treleasei Gand.
175. Viburnum tricostatum C.E.C.Fisch.
176. Viburnum tridentatum Killip & A.C.Sm.
177. Viburnum triphyllum Benth.
178. Viburnum triplinerve Hand.-Mazz.
179. Viburnum undulatum (Oerst.) Killip & A.C.Sm.
180. Viburnum urbani Graebn.
181. Viburnum urceolatum Siebold & Zucc.
182. Viburnum utile Hemsl.
183. Viburnum venustum C.V.Morton
184. Viburnum vernicosum Gibbs
185. Viburnum versatile R.H.Miao, W.B.Liao & Q.Y.Sun
186. Viburnum villosum Sw.
187. Viburnum wardii W.W.Sm.
188. Viburnum wendlandii (Oerst.) Hemsl.
189. Viburnum witteanum Graebn.
190. Viburnum wrightii Miq.
191. Viburnum wurdackii T.R.Dudley
192. Viburnum yunnanense Rehder